# Ajaan Hijmans
Adrianus Jacobus Hijmans (Nederhorst den Berg, 11 januari 1919 - concentratiekamp Mauthausen, 30 mei 1944), was indoloog, Engelandvaarder en oorlogsslachtoffer. Hij is tijdens zijn vlucht naar geallieerd gebied na verraad opgepakt en in een naziconcentratiekamp om het leven gebracht.

## Familie
Ajaan was een zoon van Abraham Hijmans, arts te Giessen-Nieuwkerk en Rotterdam en telg van een predikant van joodse afkomst. Zijn moeder Johanna Hendrika Otto was apothekersassistente en dochter van een scheepsbouwer uit Krimpen aan den IJssel.

## Biografie
Na zijn studie Indologie is Ajaan werkzaam als 'Indisch ambtenaar Binnenlands Bestuur' en woonachtig te Kralingen. Hij is 21 jaar als de Tweede Wereldoorlog uitbreekt en voelt zich geroepen om zijn leven in dienst te stellen van de strijd tegen nazi-Duitsland. Met zijn kameraden Vic Lemmens en Jan Pieter de Veer besluit hij om uit te wijken naar Engeland. Ze kiezen voor de zuidelijke route, via de Pyreneeën.
Onderweg verblijft het drietal kortstondig in Brussel en Parijs, waar ze kennismaken met Engelandvaarders Gijs den Besten, Han Langeler, Chris van Oosterzee, Johannes Sinnige, Ferry Staverman en Sam Timmers Verhoeven. Het negental krijgt instructies en valse identiteitsbewijzen van het ondergrondse netwerk Dutch-Paris en vertrekt op 3 februari 1944 per trein naar het zuiden. Na aankomst in Toulouse melden ze zich bij de Résistance, die vluchtelingen opvangt en naar de grens met de Spaanse Staat begeleidt. Er wordt een konvooi van 26 man samengesteld dat bestaat uit gestrande Amerikaanse en Britse gevechtspiloten, een Joodse vluchteling en andere Engelandvaarders. De lokale berggidsen Henri Marot en Pierre Treillet begeleiden het konvooi.
Tijdens een zware voettocht door het besneeuwde gebergte wordt het konvooi op de Col de Portet d'Aspet verraden en bij de Cabane des Evadés door een nazi-patrouille onder vuur genomen. Slechts een klein aantal weet te ontkomen. Gevangengenomen vluchtelingen, waaronder Hijmans, Langeler, Lemmens, Sinnige, Staverman en De Veer, worden naar de gevangenis Saint Michel in Toulouse afgevoerd. Langeler en Lemmens zien kans om te ontsnappen door uit een rijdende vrachtwagen te springen. Sinnige, Staverman en De Veer worden naar concentratiekampen gedeporteerd en overleven de oorlog niet.
Na de oorlog was aanvankelijk niets over zijn lot bekend, behalve dat Jan Pieter de Veer en hij rond 9 maart 1944 afzonderlijk op transport zijn gesteld. Naar later bleek was hij tijdelijk gedetineerd in frontstalag Royallieu bij Compiègne en voor de Geallieerde invasie overgeplaatst naar concentratiekamp Mauthausen. Daar is Ajaan op 25-jarige leeftijd om het leven gebracht.
In Nederhorst den Berg is een oorlogsmonument opgericht ter nagedachtenis aan inwoners die tijdens de bezettingsjaren door oorlogshandelingen omkwamen. Hier wordt ook Ajaan Hijmans herdacht.